# Le Viking blanc
Pour plus de détails, voir Fiche technique et Distribution.
Le Viking blanc (Hvíti víkingurinn) est un film réalisé par Hrafn Gunnlaugsson, sorti en 1991.

## Fiche technique
- Titre original : Hvíti víkingurinn
- Titre français : Le Viking blanc
- Réalisation : Hrafn Gunnlaugsson
- Scénario : Hrafn Gunnlaugsson et Jonathan Rumbold
- Pays d'origine :  Islande -  Norvège -  Danemark -  Suède
- Format : Couleurs - 2,35:1
- Genre : aventure
- Date de sortie : 1991

## Distribution
- Gotti Sigurdarson : Askur
- Maria Bonnevie : Embla
- Egill Ólafsson : King Olafur
- Tomas Norström : Bishop Thangbrandur
- Þorsteinn Hannesson : Jarl Godbrandur
- Helgi Skúlason : Thorgeir